# Ещё кружок
«Ещё кружок» — кинофильм Лассе Халльстрёма. Первый фильм режиссёра, снятый в США. Премьера состоялась в 1991 году.

## Сюжет
Семья Бэлла — это сплочённая семья итало-американцев живущих в Бостоне штат Массачусетс. Джо глава семьи, владеет строительной компанией. Он женат на Мэрилин уже 34 года и у них трое детей — Тони, Рената и Ян. Ян собирается жениться что заставляет Ренату задуматься, почему её возлюбленный Роб ещё не сделал ей предложение. Как только Роб обнаруживает что он никогда не планирует жениться на ней, она бросает его и возвращается к своим родителям.
Рената отправляется в Карибское море, где проходит курс по продаже кондоминиумов. Она встречает Сэма Шарпа, успешного продавца который произносит речь на учебном семинаре. Их мгновенно притягивает друг к друга и Сэм сопровождает её обратно в Бостон, где Рената знакомит его со своей семьёй. Курящий цепью абразив, Сэм чрезмерно хочет угодить. В то время как большинство семьи Белл даёт Сэму шанс, а Ян кажется, испытывает к нему неприязнь. Это расстраивает Ренату, и отношения родных братьев становятся напряжёнными. Ян в конце концов приносит свои извинения и даёт Ренате её благословение.
Сэм и Рената поженились, Сэм перевёл свой бизнес из Нью-Йорка в Бостон, чтобы он мог провести с Ренатой как можно больше времени. В мемориале покойной матери Джо, Сэм пытается спеть песню в честь её, но семья Бэллы особенно Мэрилин говорят ему, что это совершенно неуместно. Рената говорит Сэму, что он разрывает её семью. Они примиряются, и на следующий день у Ренаты рождается их ребёнка. При крещении Сэм страдает от сердечного приступа и срочно отправляется в больницу.
Теперь в инвалидной коляске Сэма встречают дома в резиденции Бэллы, чтобы праздновать Рождество всей семьёй. Во время ужина он зажигает сигарету, которую раздражённая Рената бросает в бокал вина. На замёрзшем озере. Рената катается на коньках, а Сэм и их дочь наблюдают из далека. Сэм скончался, всё ещё держа своего ребёнка. После похорон Рената скорбит, но благодарна за то время которое они провели вместе и за то, что Сэм изменил её жизнь к лучшему. Джо направляет похоронную процессию через несколько поворотов на кольцевой развязке, что Сэму очень понравилось во время его жизни.

## В ролях
| Актёр             | Роль          |
| ----------------- | ------------- |
| Ричард Дрейфусс   | Сэм Шарп      |
| Холли Хантер      | Рината Бэлла  |
| Дэнни Айелло      | Джо Бэлла     |
| Лора Сан Джакомо  | Джен Бэлла    |
| Джина Роулэндс    | Мэрилин Бэлла |
| Роксанн Харт      | Гейл Бэлла    |
| Дэнтон Стоун      | Тони Бэлла    |
| Тим Гини          | Питер Хеджес  |
| Грег Джерманн     | Джим Редстоун |
| Гриффин Данн      | Роб           |
| Каллен О. Джонсон | сынок         |
| Гленн Рассел Тюрк | барабанщик    |